# Titanato de circonio y plomo
El titanato de circonio y plomo, también llamado titanato de circonato de plomo y comúnmente abreviado como PZT (por sus siglas en inglés), es un compuesto inorgánico con la fórmula química Pb[ZrxTi1−x]O3 (0 ≤ x ≤ 1). Es un material cerámico de perovskita que muestra un marcado efecto piezoeléctrico, lo que significa que el compuesto cambia de forma cuando se le aplica un campo eléctrico. Se utiliza en diversas aplicaciones prácticas, como transductores ultrasónicos y resonadores piezoeléctricos. Es un sólido entre blanco y blanquecino.
El titanato de circonio y plomo se desarrolló por primera vez hacia 1952 en el Instituto Tecnológico de Tokio. En comparación con el titanato de bario, un material piezoeléctrico a base de óxido metálico descubierto anteriormente, el titanato de circonio y plomo presenta una mayor sensibilidad y una temperatura de funcionamiento más elevada. Las cerámicas piezoeléctricas se eligen para aplicaciones por su resistencia física, su inercia química y su coste de fabricación relativamente bajo. La cerámica PZT es la cerámica piezoeléctrica más utilizada porque tiene una sensibilidad aún mayor y una temperatura de funcionamiento más elevada que otras piezocerámicas.Recientemente, ha habido un gran impulso para encontrar alternativas al PZT debido a las legislaciones de muchos países que restringen el uso de aleaciones y compuestos de plomo en productos comerciales. La tendencia actual en investigación es buscar sustitutos del PZT libres de plomo debido al impacto ambiental y la toxicidad del plomo. Hay interés en cerámicas basadas en (Bi0,5Na0,5)TiO3- BaTiO3 (BNT-BT)

## Propiedades electrocerámicas
Al ser piezoeléctrico, el titanato de circonato de plomo desarrolla un voltaje (o diferencia de potencial) a través de dos de sus caras cuando se comprime (útil para aplicaciones de sensores), y cambia físicamente de forma cuando se aplica un campo eléctrico externo (útil para aplicaciones de actuadores). La permitividad relativa del titanato de circonato de plomo puede oscilar entre 300 y 20000, dependiendo de la orientación y el dopaje.
Al ser piroeléctrico, este material desarrolla una diferencia de voltaje a través de dos de sus caras bajo condiciones cambiantes de temperatura; en consecuencia, el titanato de circonato de plomo puede utilizarse como sensor térmico. El titanato de circonato de plomo también es ferroeléctrico, lo que significa que tiene una polarización eléctrica espontánea (dipolo eléctrico) que puede invertirse en presencia de un campo eléctrico.
El material presenta una permitividad relativa extremadamente grande en el límite de fase morfotrópica (MPB) cerca de x = 0,52.
Algunas formulaciones son óhmicas hasta al menos 250 kV/cm (25 MV/m), después de lo cual la corriente crece exponencialmente con la intensidad de campo antes de alcanzar la ruptura por avalancha; pero el titanato de circonato de plomo muestra una ruptura dieléctrica dependiente del tiempo: la ruptura puede producirse bajo tensión de voltaje constante después de minutos u horas, dependiendo del voltaje y la temperatura, por lo que su rigidez dieléctrica depende de la escala de tiempo en la que se mida. Otras formulaciones tienen rigideces dieléctricas medidas en el intervalo de 8-16 MV/m.

## Usos

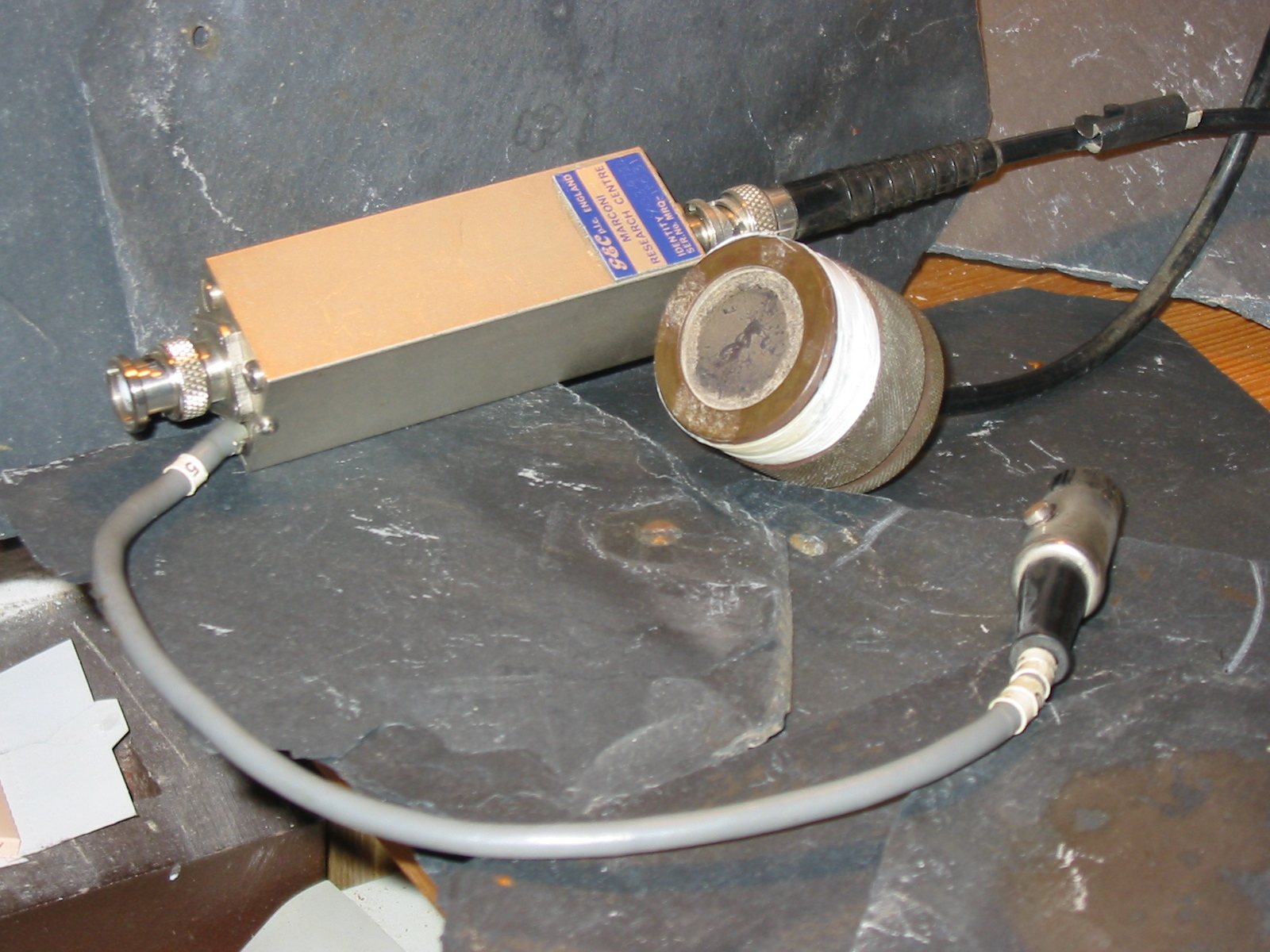
Transductor de ultrasonidos de titanato de circonato de plomo

Los materiales a base de titanato de circonato de plomo son componentes de condensadores cerámicos y actuadores STM/AFM (tubos).
El titanato de circonato de plomo se utiliza para fabricar transductores de ultrasonidos y otros sensores y actuadores, así como condensadores cerámicos de alto valor y chips FRAM. El titanato de circonato de plomo también se utiliza en la fabricación de resonadores cerámicos para la temporización de referencia en circuitos electrónicos. Las gafas antiflash con PLZT protegen a la tripulación de quemaduras y ceguera en caso de explosión nuclear. Las lentes de PLZT pueden volverse opacas en menos de 150 microsegundos.
Comercialmente, no suele utilizarse en estado puro, sino dopado con aceptores, que crean vacantes de oxígeno (anión), o donantes, que crean vacantes de metal (catión) y facilitan el movimiento de la pared de dominio en el material. En general, el dopaje aceptor crea titanato de circonato de plomo duro, mientras que el dopaje donante crea titanato de circonato de plomo blando. El titanato de circonato de plomo duro y blando difieren generalmente en sus constantes piezoeléctricas. Las constantes piezoeléctricas son proporcionales a la polarización o al campo eléctrico generado por unidad de tensión mecánica, o alternativamente es la tensión mecánica producida por unidad de campo eléctrico aplicado. En general, el titanato de circonato de plomo blando tiene una constante piezoeléctrica más alta, pero mayores pérdidas en el material debido a la fricción interna. En el titanato de circonato de plomo duro, las impurezas bloquean el movimiento de la pared del dominio, reduciendo así las pérdidas en el material, pero a expensas de una constante piezoeléctrica reducida.

## Variedades
Una de las composiciones químicas más estudiadas es PbZr0,52Ti0,48O3. El aumento de la respuesta piezoeléctrica y de la eficacia de la polarización cerca de x = 0,52 se debe al mayor número de estados de dominio admisibles en el MPB (límite de fase morfotrópico, una zona, por ejemplo, en la cerámica PZT). En este límite, los 6 posibles estados de dominio de la fase tetragonal ⟨100⟩ y los 8 posibles estados de dominio de la fase romboédrica ⟨111⟩ son igualmente favorables energéticamente, permitiendo así un máximo de 14 posibles estados de dominio.
Al igual que el tantalato de plomo y escandio y el titanato de bario y estroncio, estructuralmente similares, el titanato de circonato de plomo puede utilizarse para fabricar sensores infrarrojos de formación de imágenes no refrigerados para cámaras termográficas. Se utilizan tanto películas finas (obtenidas normalmente por deposición química de vapor) como estructuras a granel. La fórmula del material utilizado suele aproximarse a Pb1,1(Zr0,3Ti0,7)O3 (denominado titanato de circonato de plomo 30/70). Sus propiedades pueden modificarse dopándolo con lantano, lo que da lugar al titanato de circonio y plomo dopado con lantano (titanato de circonato de plomo, también denominado titanato de circonio y lantano y plomo), con fórmula Pb0.83La0.17(Zr0.3Ti0.7)0.9575O3 (titanato de circonato de plomo 17/30/70).